# Jazzboy
Jazzboy lub Jazzboy Records – polska wytwórnia płytowa założona w 2005 roku w Warszawie przez troje byłych pracowników BMG Poland. Skupia się na produkowaniu i promowaniu ambitnej muzyki popularnej, muzyki filmowej oraz autorskiej muzyki alternatywnej. W wytwórni Jazzboy powstają również reklamy.

## Artyści – podopieczni
- Ania Dąbrowska
- Daria ze Śląska
- Karolina Kozak
- Kaśka Sochacka
- Kortez
- Max Fiszer
- Straight Jack Cat
- Sonbird